# Dvazjdy rozjdjonnyj
Dvazjdy rozjdjonnyj (russisk: Дважды рождённый) er en sovjetisk spillefilm fra 1983 af Arkadij Sirenko.

## Medvirkende
- Vjatjeslav Baranov som Andrej Bulygin
- Nina Ruslanova
- Tatjana Dogileva som Tanja
- Eduard Botjarov som Ogorodnikov
- Georgij Drozd